# Аплаци
Апла̀ци (споменавано и като Аплаците) е село в Северна България, област Велико Търново, община Елена.

## География
Селото се намира в Елено-Твърдишка планина. Разположено е на около един километър западно от село Тодювци, високо по склона западно от река Веселина, на надморска височина около 610 – 620 м.
Достъпът до селото е по път без настилка. Близки населени места са селата Султани и Киревци.
Населението на Аплаци към 31 декември 1946 г. е било 27 души , а към 31 декември 2017 г. – един човек.

## История
Аплаци е махала до 1995 г. , след което получава статута на село.
Има сведение за участие през 1835 г. на мъж или мъже от тогавашната махала Аплаци във Велчовата завера .